# 210 Изабела
210 Изабела (лат. 210 Isabella) је астероид главног астероидног појаса. Приближан пречник астероида је 86,65 km,
а средња удаљеност астероида од Сунца износи 2,721 астрономских јединица (АЈ).
Инклинација (нагиб) орбите у односу на раван еклиптике је 5,256 степени, а орбитални период износи 1640,142 дана (4,490 године). Ексцентрицитет орбите астероида износи 0,121.
Апсолутна магнитуда астероида износи 9,33 а геометријски албедо 0,043.
Астероид је откривен 12. новембра 1879. године.